# Mafia estadounidense
La Mafia estadounidense, comúnmente referida en América del Norte como la Mafia ítaloestadounidense, La Mafia, o, en inglés, the Mob, es una sociedad de crimen organizado ítaloestadounidense. La organización es usualmente llamada por sus miembros como la Cosa Nostra  (pronunciación en italiano: /ˈkɔːza ˈnɔstra, ˈkɔːsa -/, "nuestra cosa" o "nuestro asunto") y por el gobierno estadounidense como La Cosa Nostra (LCN). El nombre de la organización se deriva de la original Mafia o Cosa nostra, la mafia siciliana, con el término "mafia estadounidense" (o "mafia americana") haciendo referencia en un inicio sólo a los grupos de Sicilia que operaban en los Estados Unidos ya que esta organización se inició como una rama de la mafia siciliana formada por inmigrantes italianos en los Estados Unidos. Sin embargo, la organización evolucionó a ser una entidad parcialmente independiente de la mafia original en Sicilia y finalmente absorbió o se fusionó con otros grupos criminales o de gánsters de origen italiano formados en los Estados Unidos (como los miembros de la Camorra estadounidense) activos en ese país y en Canadá y que no son de origen siciliano. En América del Norte, usualmente se le denomina como la mafia italiana o, en inglés, Italian Mob, aunque estos términos también se apliquen a otros grupos de crimen organizado en Italia o a grupos criminales de origen étnico italiano que operan en otros países.
La Mafia en los Estados Unidos surgió en los vecindarios pobres donde se asentó la emigración italiana en los barrios de Harlem del Este (o Harlem italiano), el Lower East Side, y Brooklyn; también emergió en otras áreas de la costa este de los Estados Unidos y varias otras grandes áreas metropolitanas (como Nueva Orleans y Chicago) durante finales del siglo XIX e inicios del XX, siguiendo a las olas de inmigración italiana proveniente especialmente de Sicilia y otras regiones del Sur de Italia. Tiene sus raíces en la mafia siciliana pero es una organización separa en los Estados Unidos. Otros grupos criminales en los Estados Unidos provenientes de la Campania, Calabria y otras zonas, así como criminales ítaloestadounidenses independientes finalmente se unieron con los mafiosi sicilianos para crear la moderna mafia pan-italiana en Norteamérica. Hoy, la mafia estadounidense coopera en varias actividades criminales con los grupos de crimen organizado italianos, tales como la mafia siciliana, la Camorra de la Campania y la 'Ndrangheta de Calabria. La unidad más importante de la mafia estadounidense es la "familia," como son conocidas las varias organizaciones criminales que forman la Mafia. A pesar del nombre de "family" que las describe, no son grupos familiares en sentido estricto.
La Mafia esta actualmente más activa en el nordeste de los Estados Unidos, con la mayor actividad en el área metropolitana de Nueva York, Filadelfia, Nueva Jersey, Pittsburgh, Buffalo, y Nueva Inglaterra en áreas como Boston, Providence y Hartford. También se mantiene muy activa en Chicago y tiene una presencia significativa y poderosa en otras áreas metropolitanas del medio oeste como Kansas City, Detroit, Milwaukee, Cleveland, y San Luis. Afuera de esas áreas, la Mafia es también muy activa en Florida, Las Vegas, Phoenix y Los Ángeles. Las familias han existido previamente en gran escala y continúan existiendo en una menor magnitud en el nordeste de Pensilvania, Dallas, Denver, Nueva Orleans, Rochester, San Francisco, San José, Seattle, y Tampa. Mientras algunas de las familias criminales regionales en esas áreas no existen en la misma magnitud que antes, sus descendientes han continuado interviniendo en operaciones criminales a la par que en otras áreas se produjo una consolidación en la que los garitos son controlados por familias más poderosas de ciudades vecinas. En su apogeo, hubo por lo menos 26 ciudades alrededor de los Estados Unidos con familias de la Cosa Nostra, con muchos anexos más y asociados en otras ciudades. Hubo cinco principales familias mafiosas en Nueva York conocidas como las Five Families: las familias Gambino, Lucchese, Genovese, Bonanno y Colombo. La mafia ítaloestadounidense ha dominado el crimen organizado en los Estados Unidos. Cada familia criminal tiene su propio territorio y opera de manera independiente, mientras la coordinación a nivel nacional es supervisada por La Comisión, que consiste de los jefes de cada una de las familias más fuertes. Aunque la mayoría de las actividades de la mafia se dan en el nordeste y Chicago, ellos continúan dominando el crimen organizado a pesar del cada vez mayor número de grupos criminales.

## Terminología
La palabra mafia (pronunciación en italiano: /ˈmaːfja/) ser deriva del adjetivo siciliano mafiusu, que, vagamente traducido, significa "arrogante", pero también puede ser traducido como "osado" or "bravucón". En referencia a un hombre, mafiusu (mafioso en italiano) en la Sicilia del siglo XIX significaba "temerario", "emprendedor", y "orgulloso", según el académico Diego Gambetta. En referencia a una mujer, sin embargo, el adjetivo en su forma femenina mafiusa significa 'hermosa' o 'atractiva'. En Norteamércia, la mafia ítaloestadounidense puede ser coloquialmente llamada simplemente como "La Mafia" o "The Mob". Sin embargo, sin contexto, estos dos términos pueden causar confusión. "La Mafia" también puede hacer referencia a la mafia siciliana específicamente o al crimen organizado italiano en general mientras que "The Mob" puede referirse a otras organizaciones similares (como la mafia irlandesa) o al crimen organizado en general.

## Historia

### Orígenes: La Mano Negra

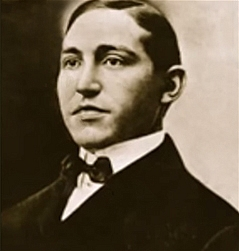
Paolo Antonio Vaccarelli (también conocido como Paul Kelly), fundador de la Five Points Gang

La primera versión publicada de lo que luego fue la Mafia en los Estados Unidos data de la primavera de 1869. El New Orleans Times reportó que el Segundo Distrito de la ciudad se encontraba sobrepasada por "notorios y muy conocidos asesinos sicilianos, falsificadores y rateros quienes, en el último mes, han formado una suerte de cooperativa o sociedad para el saqueo y los disturbios en la ciudad". La emigración de Italia meridional hacia América se dio principalmente a Brasil y Argentina y Nueva Orleans tenía un gran volumen de comercio portuario con ambos países.
Los grupos de Mafia en los Estados Unidos se hicieron influyentes primero en el área de Nueva York y gradualmente progresaron de pequeñas operaciones vecinales en guetos pobres italianos. La Mano Negra fue un nombre dado a un método de extorsión utilizado en vecindarios italianos hacia el inicio del siglo XX. Algunas veces se le confundió con la misma Mafia, lo que no es correcto. La Mano Negra fue una sociedad criminal pero había varias pandillas que la practicaban. La extorsión de la Mano Negra era frecuentemente (y de manera equivocada) vista como la actividad de una única sociedad criminal debido a que los criminales de la Mano Negra en las comunidades italianas a través de los Estados Unidos utilizaban los mismos métodos de extorsión.
Giuseppe Morello fue el primer miembro conocido de la Mafia que emigró a los Estados Unidos. Él y otros seis sicilianos huyeron hacia Nueva York luego de asesinar a once terratenientes adinerados, al canciller y al vicecanciller de una provincia siciliana. Fue arrestado en Nueva Orleans en 1881 y extraditado a Italia.
Desde los años 1890s hasta los 1920s en Nueva York, la Five Points Gang, fundada por Paul Kelly, fue muy poderosa en el barrio de Little Italy en el Lower East Side. Kelly reclutó a algunos rufianes de la calle que luego se convirtieron en los principales y más conocidos jefes del crimen del siglo como Johnny Torrio, Al Capone, Lucky Luciano y Frankie Yale. Ellos estaban frecuentemente en conflicto con la Eastman Gang de la misma área. Hubo también una influyente familia de la Mafia en Harlem del Este. La Camorra napolitana también era muy activa en Brooklyn. En Chicago, el Cuartel XIX era un vecindario italiano que se hizo conocido como el "Sangriento diecinueve" debido a la frecuente violencia en el cuartel, mayormente como resultado de actividad de la Mafia, revanchas y vendettas.
Nueva Orleans fue también el sitio del que posiblemente sea el primer incidente de Mafia en los Estados Unidos que recibió atención tanto nacional como internacional. El 15 de octubre de 1890, El superintendente de policía de Nueva Orleans David Hennessy fue ejecutado. No se tiene claro si los inmigrantes italianos en efecto lo asesinaron o si fue un montaje de nativistas contra los grupos de inmigrantes recién llegados. Cientos de sicilianos fueron arrestados mayormente sin bases sólidas y diecinueve fueron finalmente acusados del asesinato. Una sentencia absolutoria fue emitida que contó también con rumores de corrupción e intimidación de testigos. El 14 de marzo de 1891, los ciudadanos de Nueva Orleans furiosos organizaron un grupo de linchamiento luego de la sentencia y procedieron a matar a once de los diecinueve acusados. Dos fueron colgados, nueve disparados y los restantes ocho escaparon.

### Era de la Prohibición
El 16 de enero de 1919, la prohibición se inició en los Estados Unidos con la aprobación de la decimoctava enmienda haciendo ilegal la manufactura, transporte o venta de alcohol. A pesar de estas prohibiciones, aún hubo una alta demanda por parte del público. Esto creó una atmósfera que toleró el crimen como medio de proveer licor al público, incluso entre la policía y los políticos. A pesar de que no estaba explícitamente relacionado con la mafia, el ratio de homicidios durante la era de la prohibición aumentó en más del 40% de 6.8 por 100,000 individuos a 9.7 y, en los primeros tres meses luego de la aprobación de la decimoctava enmienda, un millón de dólares de whisky fue robado de almacenes del gobierno. Las ganancias que se podían hacer de la venta y distribución de licor valían el riesgo del castigo por parte del gobierno, que tenían muchas dificultades para hacer cumplir la prohibición. Hubo más de 900 000 cajas de licor embarcadas a los límites de las ciudades estadounidenses. Pandillas criminales y políticos vieron la oportunidad de hacer fortunas y empezaron a embarcar mayores cantidades de licor a las ciudades estadounidenses. La mayoría del licor era importado desde Canadá, el Caribe y el medio oeste estadounidense donde las destilerías elaboraban licor ilegal.

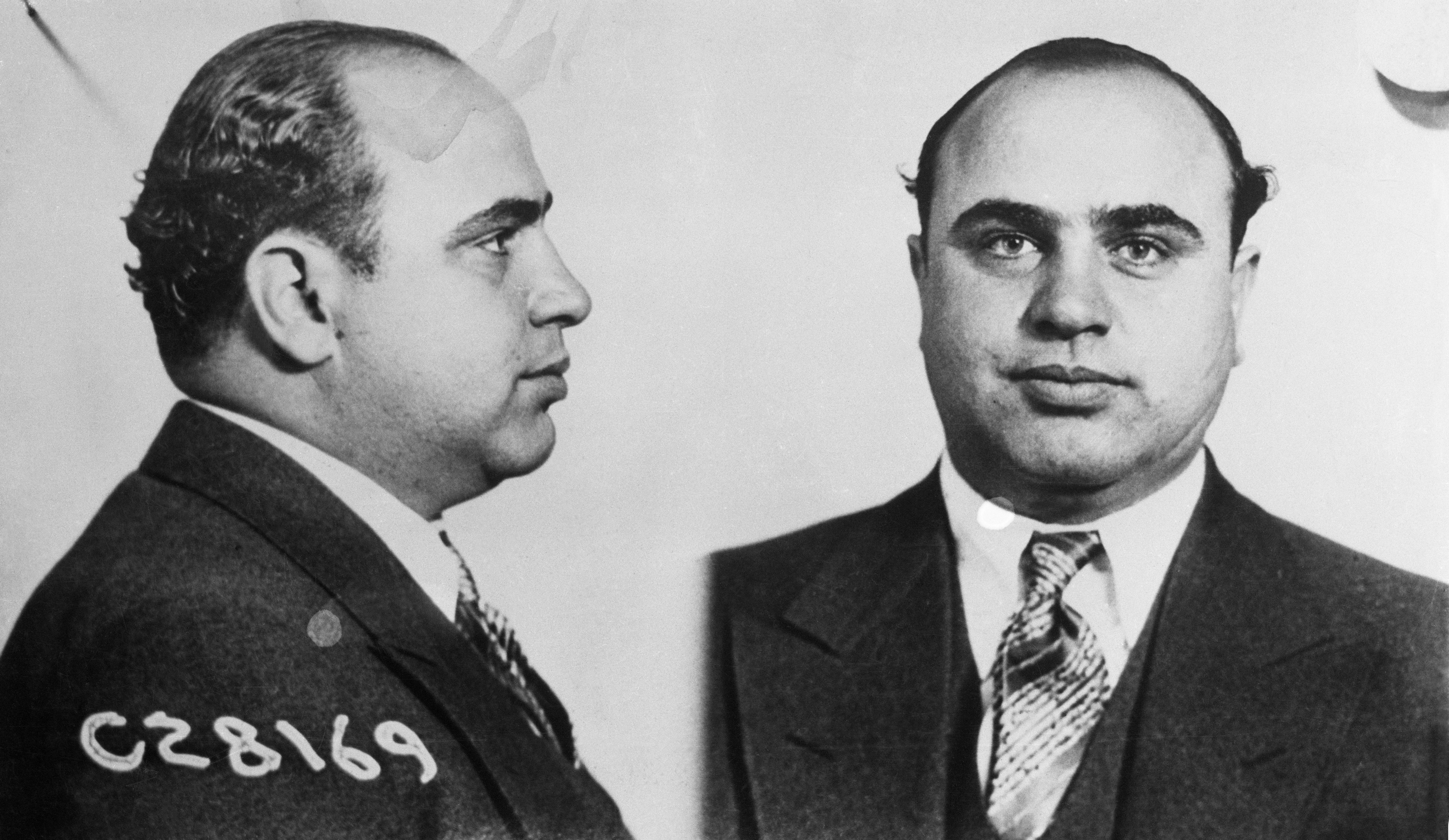
La violenta llegada al poder de Al Capone en Chicago lo convirtió en una figura criminal clásica de la era de la prohibición.

A inicios de los años 1920, Benito Mussolini tomó control de Italia y olas de inmigrantes italianos huyeron a los Estados Unidos. Los miembros de la mafia siciliana también huyeron a medida que Mussolini persiguió las actividades de la mafia en Italia. La mayoría de los inmigrantes italianos residieron en edificios de inquilinato. Como una forma de escapar de la pobreza, algunos de ellos eligieron unirse a la mafia estadounidense.
La mafia aprovechó la prohibición y empezó a vender licor ilegal. Las ganancias del contrabando de licores excedían lo que se conseguía con los crímenes tradicionales de protección, extorsión, apuestas y prostitución. La prohibición permitió que las familias mafiosas hicieran fortuna. A medida que la prohibición continuó, facciones victoriosas pasaron a dominar el crimen organizado en sus respectivas ciudades, estableciendo la estructura familiar de cada ciudad. La industria del contrabando de licores organizó a los miembros de sus pandillas antes de que se distinguieran como las familias hoy conocidas. La nueva industria requería miembros en todos los niveles de empleo como jefes, abogados, camioneros e incluso aquellos miembros dedicados a eliminar competidores con el uso de la amenaza o de la fuerza. Las pandillas secuestraban los cargamentos de licor de una a la otra, forzando a los rivales a pagar por su "protección" para dejar en paz a sus operaciones y guardas armados casi siempre acompañaban las caravanas que llevaban el licor.
En los años 1920, las familias de la mafia italiana empezó a librar guerras entre ellas para lograr el control absoluto sobre los lucrativos establecimientos de contrabando de licores. A medida que la violencia se daba, los italianos peleaban con pandillas de irlandeses o de judías por el control del contrabando de licor en sus respectivos territorios. En Nueva York, Frankie Yale combatió con los irlandeses estadounidense de la White Hand Gang. En Chicago, Al Capone y su familia masacró a la North Side Gang, otra organización irlandesa estadounidense. En Nueva York, para fines de los años 1920, dos facciones del crimen organizado emergieron y pelearon por el control del bajo mundo: una liderada por Joe Masseria y la otra por Salvatore Maranzano. Esta fue la causa de la the Guerra de Castellammarese, que llevó al asesinato de Masseria en 1931. Maranzano entonces dividió la ciudad entre cinco familias. Maranzano, el primer líder de la mafia estadounidense, estableció el código de conducta para la organización, estableció las divisiones entre familias y su estructura y estableció procedimientos para resolver disputas. En un movimiento sin precedentes, Maranzano se estableció a sí mismo como jefe de todos los jefes y requirió a todas las familias el pago de un tributo a él. Este nuevo rol fue recibido negativamente y Maranzano fue asesinado seis meses después por orden de Charles "Lucky" Luciano. Luciano fue un antiguo subordinado de Masseria que se pasó al grupo de Maranzano y orquestró el asesinato de Masseria.

### La Comisión

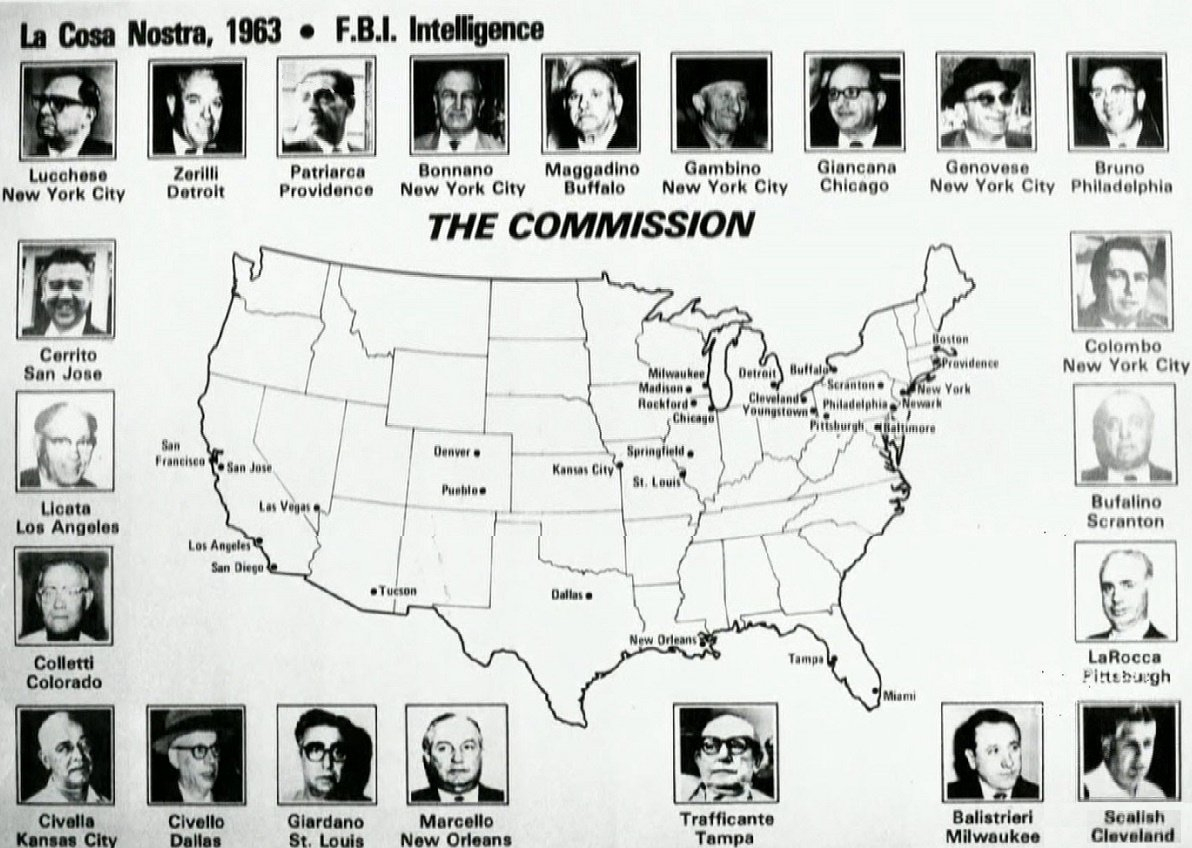
Cartel del FBI con los jefes de la mafia estadounidense en el país en 1963.

Como una alternativa a la previa práctica despótica de la mafia de nombrer un único jefe como capo di tutti capi, o "jefe de todos los jefes," Luciano creó La Commisión en 1931, donde los jefes de las familias más poderosas tendrían igual voz y voto en materias importantes y resolvían las disputas entre las familias. Este grupo rigió sobre el Sindicato nacional del crimen y trajo una era de paz y prosperidad para la mafia estadounidense. Para mediados de siglo, había 26 familias mafiosas oficialmente reconocidas por la Comisión, cada una de ellas basada en una diferente ciudad (con excepción de las cinco familias que estaban todas basadas en Nueva York). Cada familia operaba de manera independiente de las otras y generalmente tenían un territorio exclusivo bajo su control. De manera opuesta a la antigua generación de "Mustache Pete" como Maranzano y Masseria, quienes usualmente trabajaban sólo con compañeros italianos, los "Jóvenes Turcos" liderados por Luciano eran más abiertos a trabajar con otros grupos, principalmente con el sindicato criminal judeoestadounidense para obtener mayores ganancias. La mafia prosperó siguiendo un estricto grupo de reglas que se originaron en Sicilia y que buscaban una estructura jerárquica organizada y un código de silencio que prohibía a sus miembros de cooperar con la policía (Omertà). El incumplimiento de alguna de estas reglas era castigado con la muerte.
El aumento de poder que la mafia logró durante la prohibición continuaría mucho tiempo después de que el licor volviera a ser declarado legal. Los imperios criminales que se habían expandido sobre la base del dinero generado por el contrabando de licor encontrarían otras formas de continuar generando grandes sumas de dinero. Cuando el licor dejó de estar prohibido en 1933, la mafia diversificó sus actividades criminales para incluir (tanto antiguos y nuevos): apuestas ilegales, usura, extorsión, protección de locales, tráfico de drogas, receptación, y control de los sindicatos. A mediados del siglo XX, se dijo que la mafia había infiltrado muchos sindicatos en los Estados Unidos, principalmente los de most notably the Camioneros y trabajadores portuarios. Esto permitió a las familias criminales tejer una red de contactos en negocios legítimos que eran muy beneficiosos como la construcción, la demolición, el recojo de basura, transporte por camiones, puertos y la moda. Adicionalmente, ellos podían manejar los fondos de salud y pensiones de los sindicatos, extorsionar negocios con amenazas de huegla y participar en remates arreglados. En Nueva York, la mayoría de los proyectos de construcción no podrían realizarse sin la aprobación de las cinco familias. En las industrias portuarias y de estibadores, la mafia sobornaba a los miembros del sindicato para que señalaran dónde se encontraban elementos valiosos que habían sido transportados. Los mafiosos luego robaban esos productos y volvían a vender esa mercadería.

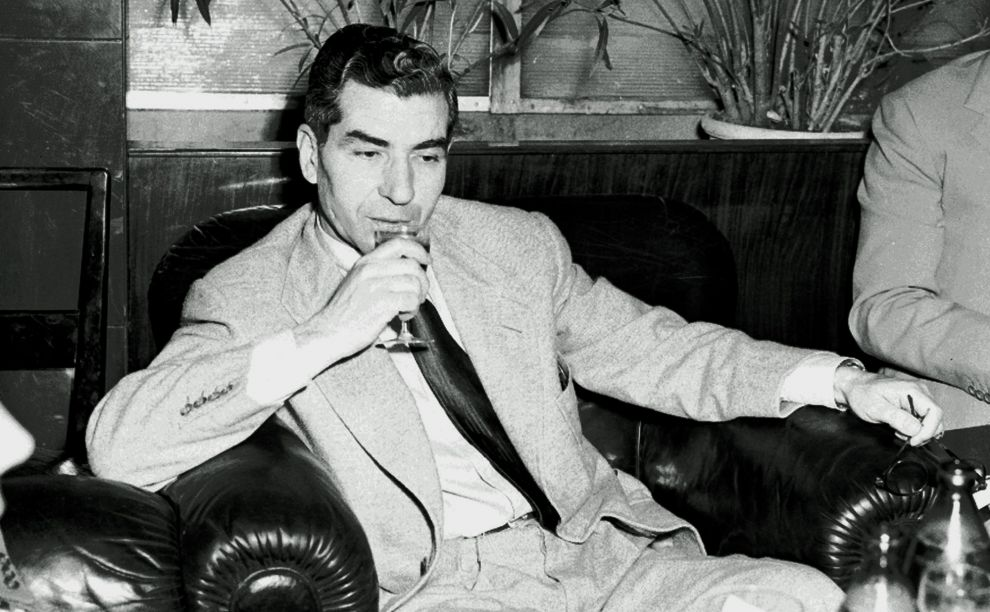
Charles "Lucky" Luciano en 1948

Meyer Lansky tejió una red de contactos en la industria de los casinos en Cuba durante los años 1930 mientras la mafia ya se había envuelto en la exportación de azúcar y ron cubano. Cuando su amigo Fulgencio Batista llegó a ser presidente de Cuba en 1952, varios jefes de la mafia se encontraban en la capacidad de hacer inversiones legítimas en casinos legales. Un estimado del número de casinos que eran propiedad de mafiosos señala que eran, por lo menos, 19. Sin embargo, cuando Batista fue depuesto luego de la Revolución cubana, su sucesor Fidel Castro prohibió inversiones estadounidenses en el país, poniendo fin a la presencia de la mafia en Cuba. Las Vegas fue vista como una "ciudad abierta" donde cualquier familia podía trabajar. Una vez que Nevada legalizó las apuestas, los mafiosos rápidamente tomaron ventaja y la industria de los casinos se hizo muy popular en la ciudad. Desde los años 1940, las familias mafiosas de Nueva York, Cleveland, Kansas City, Milwaukee y Chicago tuvieron intereses en los casinos de Las Vegas. Ellos tomaron préstamos de los fondos de pensión de los camioneros, un sindicato que controlaban efectivamente, y utilizaron inversores legítimos para construir casinos. Cuando el dinero llegaba a las salas de conteo, hombres contratados tomaban dinero antes de que fuera contabilizado y registrado, luego entregaban ese monto a sus respectivos jefes. Este dinero no era registrado pero el monto se puede calcular en cientos de millones de dólares.
Operando en las sombras, la mafia enfrentó poca oposición de parte de las fuerzas de la ley. Las agencias locales no tenían los recursos ni el conocimiento para combatir de manera efectiva al crimen organizado y realizado por una sociedad secreta de la que no conocían ni su existencia. Muchas personas dentro de las fuerzas policiales y las cortes eran simplemente sobornados mientras los testigos eran intimidados como algo común. En 1951, un comité del Senado llamado las Audiencias Kefauver determinó que una "siniestra organización criminal" conocida como la "Mafia" operaba en la nación. Muchos sospechosos de ser mafiosos fueron citados para ser interrogados pero pocos testificaron y ninguno dio información significativa. En 1957, la Policía Estatal de Nueva York descubrió un encuentro y arrestó a figuras principales de todo el país en Apalachin, New York. El evento (llamado la "Reunión de Apalachin") forzó al FBI a reconocer el crimen organizado como un problema serio en los Estados Unidos y cambió la forma en que las fuerzas de la ley lo investigaron. En 1963, Joe Valachi se convirtió en el primer miembro de la mafia en testificar ante el Estado y proveer información detallada de su trabajo interno y sus secretos. Más importante aún, reveló la existencia de la Mafia ante la ley lo que permitió que el FBI empezara un asalto agresivo ante el Sindicato nacional del crimen de la Mafia. Luego del testimonio de Valachi, la Mafia ya no pudo operar completamente en las sombras. El FBI puso más esfuerzo y recursos para enfrentar las actividades del crimen organizado a nivel nacional y creó la Fuerza de Ataque contra el Crimen Organizado en varias ciudades. Sin embargo, mientras todo esto puso más presión sobre la Mafia, hizo poco para frenar sus actividades criminales. El éxito se logró a inicios de los años 1980, cuando el FBI fue capaz de librar a los casinos de Las Vegas del control de la Mafia e hizo un esfuerzo determinado para aflojar el control de la Mafia sobre los sindicatos.

### Participación de la Mafia en la economía estadounidense

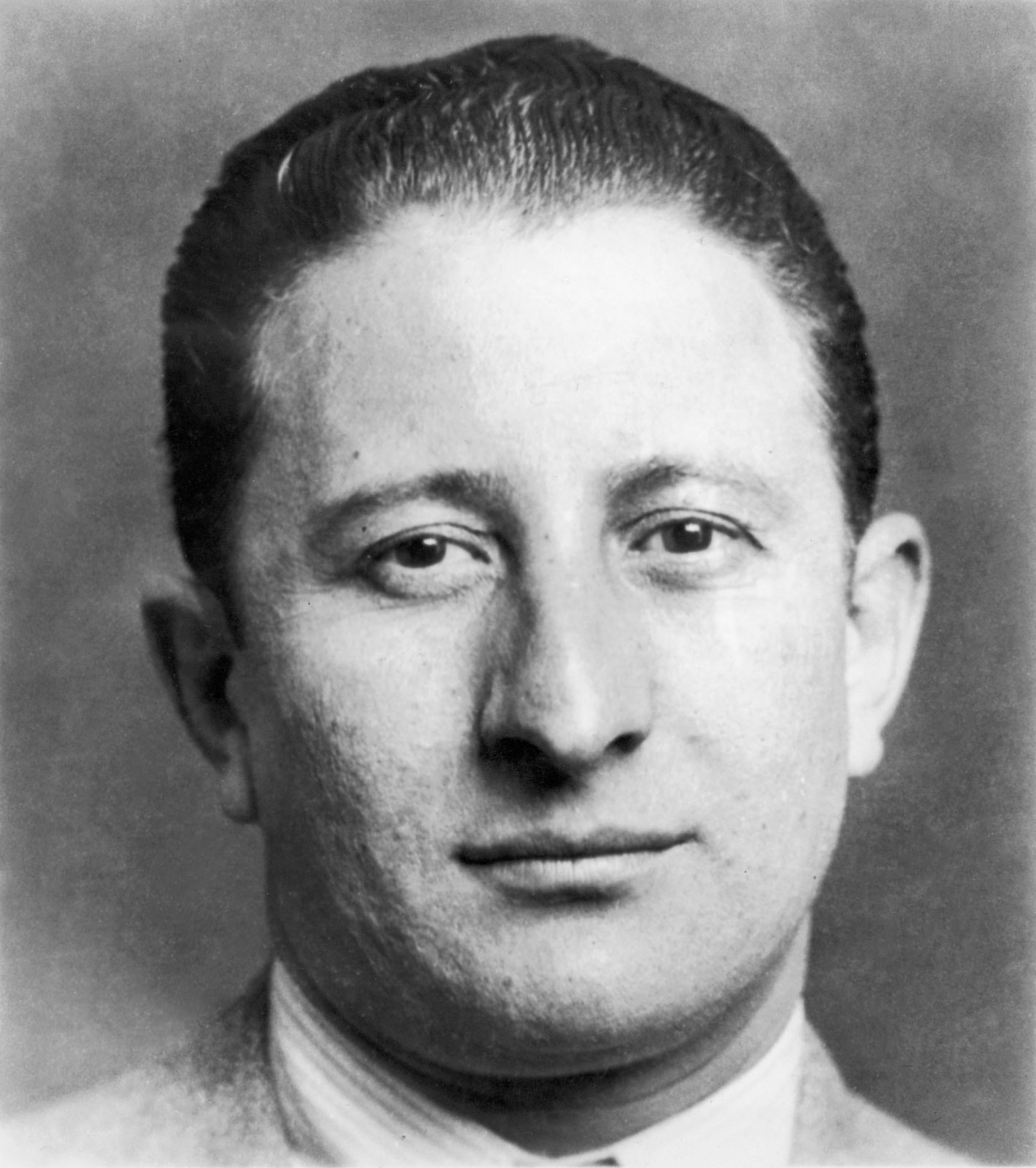
Carlo Gambino, jefe de la familia criminal Gambino

Para fines de los años 1970, la Mafia estuvo envueltan en muchas industrias, incluyendo las apuestas en deportes universitarios. Varios miembros de la Mafia asociados con la familia criminal Lucchese participaron en un escándalo de arreglo de partidos del equipo de basketball del Boston College. Rick Kuhn, Henry Hill, y otros individuos asociados con la familia criminal Lucchese manipularon los resultados de los partidos en la temporada 1978 - 1979. A través del soborno y la intimidación de varios miembros del equipo, ellos aseguraron sus apuestas.
Uno de los negocios más lucrativos de la Mafia se daba a través del fraude tributario. Ellos crearon esquemas para quedarse con el dinero que debían en impuestos luego de la venta de petróleo por valores que equivalían a varios millones de dólares. Esto les permitió vender más gasolina a precios aún menores. Michael Franzese, también conocido como el Yuppie Don, dirigió y organizó un escándalo de gasolina y robó más de $290 millones en impuestos de la gasolina evadiendo al Servicio de Impuestos Internos de los Estados Unidos (IRS) y cerrando las estaciones de gasolina antes de que los oficiales del gobierno pudieran hacerles pagar lo que debían. Franzese fue capturado en 1985.
Las amenazas laborales ayudó a que la Mafia controlara muchas industrias desde una escala macroeconómica. Esta táctica les ayudó a creer en poder e influencia en muchas ciudades con grandes sindicatos como Nueva York, Filadelfia, Chicago, Detroit y muchas otras. Muchos miembros de la mafia fueron inscritos en los sindicatos e incluso se convirtieron dirigentes sindicales. La Mafia tenía sindicatos controlados en todos los Estados Unidos para sacar fondos y recursos de los grandes negocios, con claros indicios de corrupción envolviendo al sindicato de saneamiento de Nueva Jersey, el Sindicato de Trabajadores del Concreto, y el sindicato de camioneros.
Los restaurante eran otro medio poderoso por el que la Mafia podía ganar poder económico. Una gran concentración de restaurantes que eran propiedad de la Mafia se daba en Nueva York. No sólo eran el escenario de muchos asesinatos y reuniones importantes, sino también eran un medio efectivo de esconder drogras y otras sustancias ilegales. Entre 1985 y 1987, los mafiosos sicilianos en los Estados Unidos importaron un estimado de $1.65 mil millones de heroína a través de pizzerías, escondiendo la mercadería en varios productos alimenticios.
Otra de las áreas de la economía en las que la Mafia era más influyente fue Las Vegas, Nevada, empezando justo después de la Segunda Guerra Mundial con la apertura del primer resort de apuestas "The Flamingo". Muchos acreditan a la mafia de generar gran parte del desarrollo de la ciudad durante los mediados del siglo XX, a medida que millones de dólares en capital llegaban a los nuevos complejos de casinos y pusieron los fundamentos para un posterior crecimiento económico. Este capital no llegó de una sola familia de la Mafia sino de varias de todo el país que buscaban ganar aún más poder y riqueza. Grandes ganancias de casinos, dirigidos como negocios legítimos, ayudarían a financiar muchas de las actividades ilegales de la Mafia desde los años 1950 hasta los 1980s. En los 1950s se construyeron más casinos financiados por la Mafia como el Stardust, Sahara, Tropicana, Desert Inn, y Riviera. El turismo en la ciudad incremento de gran manera en los años 1960s y fortaleció la economía local.
Sin embargo, los años 1960s fue también cuando la influencia de la Mafia en la economía de Las Vegas empezó a disminuir. El gobierno estatal de Nevada y el gobierno federal habían estado trabajando en debilitar la actividad de la Mafia en el Strip. En 1969, la Legislatura del Estado de Nevada aprobó una ley que hizo más fácil que las corporaciones fueran dueñas de casinos. Esto permitió el ingreso de nuevos inversores a la economía local comprando casinos de la Mafia. El Congreso de los Estados Unidos aprobó la Ley RICO un año después. Esta ley les dio más autoridad a las fuerzas de ley para perseguir a la Mafia por sus actividades ilegales. Hubo un fuerte decline de la participación mafiosa en Las Vegas en los años 1980s. A través de la ley RICO, muchos en la Mafia fueron capturados y apresados.

### Ley RICO

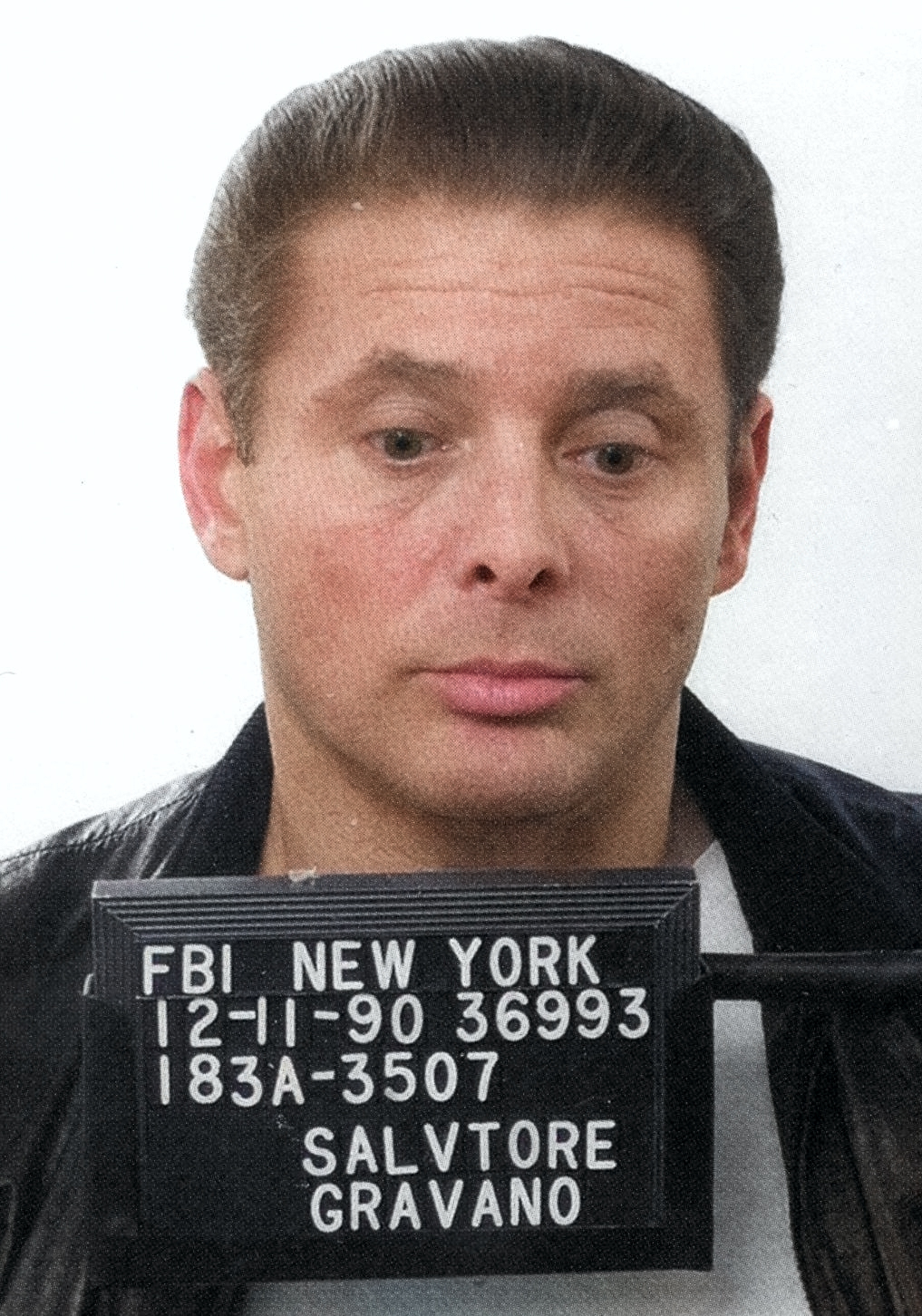
Sammy Gravano

Cuando la Ley de Organizaciones Corruptas e Influenciadas por Extorsión (Ley RICO) se convirtió en ley federal en 1970, se consolidó como un arma muy efectiva para perseguir mafiosos. Proveía penas criminales extendidas para actos realizados como parte de una organización criminal vigente. La violación de la ley es castigada hasta con 20 años de prisión por cargo, más de 25 mil dólares en multas y el violador debía entregar todas las propiedades que obtuvo mientras violaba la ley RICO. La ley RICO ha sido probada como un arma muy poderosa porque atacaba la entera entidad corrupta en vez de sólo individuos que podían ser fácilmente remplazados por otros miembros de la organización criminal. Entre 1981 y 1992, 23 jefes de todo el país fueron arrestados bajo los términos de la ley mientras que entre 1981 y 1988, 13 subjefes y 43 capitanes fueron arrestados. Mas de 1,000 figuras de familias criminales fueron arrestados para 1990. Mientras esto desarmó significativamente muchas familias mafiosas en el país, las más poderosas continuaban dominando el crimen en sus territorios, incluso si la nueva ley ponía más mafiosos en la cárcel y dificultaba sus operaciones.

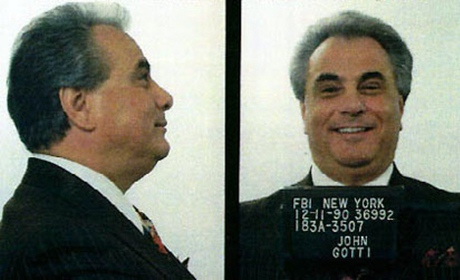
John Gotti justo después de ser arrestado en 1990.

Sentenciados por la ley RICO de alto perfil fueron John Gotti y Frank Locascio quienes fueron sentenciados a cadena perpetua en 1992, con la ayuda del informante Sammy Gravano a cambio de inmunidad por sus crímenes. Aparte de evitar largas sentencias de prisión, el FBI podía poner a los mafiosos en el Programa Federal de Protección de Testigos de los Estados Unidos, cambiando sus identidades y sosteniéndolos financieramente de por vida. Esto llevó a que docenas de mafiosos testificaran y proveyeran información durante los años 1990s, lo que llevó al arresto de cientos de otros miembros. Como resultado, la Mafia ha visto un gran declive en su poder e influencia en el crimen organizado desde los 1990s.
El 9 de enero del 2003, el jefe de la familia criminal Bonanno Joseph Massino fue arrestado y acusado, junto con Salvatore Vitale, Frank Lino y el capo Daniel Mongelli, en una denuncia de extorsión comprehensiva. Los cargos contra Massino mismo incluían ordenar el asesinato en 1981 de Dominick "Sonny Black" Napolitano. El juicio de Massino empezó el 24 de mayo del 2004, con el juez Nicholas Garaufis y Greg D. Andres y Robert Henoch encabezando el equipo de abogados de la fiscalía. Él enfrentó 11 cargos RICO por siete asesinatos (debido a que los fiscales buscan la pena de muerte por el asesinato de Sciascia, ese caso se separó para ser juzgado aparte), incendios, extorsión, usura, apuestas ilegales y lavado de dinero. Luego de deliberar por cinco días, el jurado encontró a Massino culpable de los 11 cargos el 30 de julio del 2004. Su sentencia fue fijada para el 12 de octubre y se esperaba que recibiera una condena de cadena perpetua sin la posibilidad de obtener libertad bajo palabra. El jurado también aprobó el solicitado embargo de los bienes de Massino hasta por $10 millones sobre lo que obtuvo como jefe de la familia Bonanno boss.
Inmediatamente después de su arresto el 30 de julio, como ordenó la corte, Massino pidió una reunión con el juez Garaufis, donde hizo su primera oferta a cooperar. Actuó así en la esperanza de que le perdonaran la vida ya que enfrentaba la pena de muerte si era encontrado culpable del asesinato de Sciascia. En efecto, uno de los últimos actos de John Ashcroft como fiscal general fue ordenar a los fiscales federales que buscaran la pena de muerte para Massino. Massino entonces se convirtió en el primer jefe mafioso que hubiera sido ejecutado por sus crímenes, y en el primer jefe mafioso en enfrentar la pena de muerte desde que Lepke Buchalter fuera ejecutado en 1944. Massino fue el primer jefe activo de una familia criminal de Nueva York en convertirse en testigo del Estado y el segundo en la historia de la Mafia estadounidense en hacerlo (El jefe de la familia criminal de Filadelfia Ralph Natale había sido el primero en 1999 cuando enfrentó cargos de posesión de drogas, a pesar de que Natale era principalmente un jefe en "apariencia" ya que el verdadero jefe de la mafia de Filadelfia lo utilizó como señuelo ante las autoridades.)
En el siglo XXI, la Mafia continuó estando envuelta en un gran espectro de actividades ilegales. Estas incluyen el asesinato, la extorsión, corrupción de oficiales públicos, apuestas, infiltración en negocios legales, extorsión laboral, usura, evasión de impuestos y manipulación de mercados bursátiles. Otro factor que contribuyó a la caída de la mafia es la asimilación cultural de ítaloestadounidenses, que hacía que cada vez se redujera el universo de dónde reclutar nuevos mafiosos. Aunque la Mafía solía tener alcance nacional, hoy muchas de sus actividades están confinadas al Nordeste y Chicago. Mientras otras organizaciones criminales como la Mafia rusa , Tríadas chinas, cárteles mexicanos y otras han tomado una parte de las actividades criminales, la Mafia continúa siendo la organización criminal dominante en estas regiones, debido en parte a su estricta estructura jerárquica. Las fuerzas de la ley están preocupadas con el posible resurgimiento de la Mafia a medida que se reagrupa de su crisis de los años 1990 aunque tanto el FBI como las agencias de policía locales ahora se enfocan más en seguridad nacional y menos en crimen organizado desde los ataques del 11 de Septiembre. Para evitar la atención del FBI y su persecución, la Mafia moderna también utiliza para gran parte de su trabajo a otros grupos criminales como las pandillas de motociclistas.

## Estructura
La Mafia estadounidense opera en una estricta estructura jerárquica. Aunque similar a sus orígenes sicilianos, la moderna estructura organizacional de la mafia estadounidense fue creada por Salvatore Maranzano en 1931. Él creó las Cinco Familias, cada una de las cuales tendría un jefe, subjefe, capos, soldados—todos sólo ítalosestadounidenses de sangre—mientras que los asociados podían venir de cualquier origen. Todos los miembros introducidos de la Mafia son llamados "made" man (en inglés: "hombres maduros"). Esto significa que ellos son intocables en el bajo mundo criminal y que cualquier daño los llevaría a sufrir la venganza. Con la excepción de los asociados, todos los mafiosos dentro de la Mafia son "hechos" miembros oficiales de una familia criminal. Las tres posiciones más altas forman la administración. Debajo de la administración, hay facciones encabezadas, cada una, por un caporegime (capitán), quien lidera un grupo de soldados y asociados. Ellos reportan a la administración y pueden ser vistos como equivalentes a los gerentes en las empresas. Cuando un jefe toma una decisión, él rara vez da órdenes directamente a los trabajadores sino que pasa las instrucciones a través de una cadena de comando. De esta forma, los niveles superiores de la organización están aislados de la atención de las fuerzas de la ley si es sólo el nivel inferior el que comete el crimen y quien termina siendo capturado e investigado, proveyendo negación plausible.
Hay ocasionalmente otras posiciones en el liderazgo de la familia. Frecuentemente, se establecían paneles dirigenciales cuando un jefe iba a la cárcel para dividir la responsabilidad de la familia (estas usualmente consisten de tres o cinco miembros). Esto también ayuda a distraer la atención de la policía de cualquier otro miembro. El mensajero de la familia y el jefe callejero son posiciones creadas por el antiguo líder de la familia Genovese Vincent Gigante.
- Jefe – El jefe es la cabeza de la familia, usualmente gobierna como un dictador y algunas veces es llamado "Don" o "Padrino". El jefe recibe un porcentaje de cada operación. Las operaciones se realizan por cada miembro de la familia y de la familia que ocupa la región.[66] Dependiendo de la familia, el jefe puede ser elegido por voto entre los caporegimes de la familia. En caso de empate, el subjefe debe votar. En el pasado, todos los miembros de una familia votaban para elegir al jefe pero a finales de los años 1950, cualquier reunión de ese tipo atraía demasiada atención.[67] En la práctica, muchas de esas elecciones fueron vistas como que ya tenían un resultado inevitable tal como la de John Gotti en 1986. Según Sammy Gravano, se llevó a cabo una reunión en un sótano durante el cual todos los capos fueron rebuscados y los hombres de Gotti se pararon amenazadoramente detrás de ellos. Luego Gotti fue proclamado jefe.
- Subjefe – El subjefe, usualmente nombrado por el jefe, es el segundo en comando de la familia. El subjefe usualmente maneja las responsabilidades del día a día de la familia o supervisa los negocios más lucrativos. Usualmente recibe un porcentaje del ingreso de la familia del porcentaje del jefe. El subjefe es usualmente el primero en la línea de sucesión para convertirse en jefe en funciones si el jefe es apresado y también es frecuentemente como un sucesor lógico.
- Consigliere – El consigliere es un consejero de la familia y algunas veces es visto como "la mano derecha" del jefe. Es utilizado como un mediador de disputas y usualmente actúa como un representante de la familia en las reuniones con otras familias, otras organizaciones criminales o importantes asociados de negocios. En la práctica, el consigliere es normalmente el tercer miembro en importancia de la administración de una familia y era, tradicionalmente, un miembro sénior que generaba mucho respeto de la familia y estaba profundamente familiarizado con el funcionamiento interno de la organización. Un jefe frecuentemente nombrará un amigo cercano o un consejero personal como su consigliere oficial.
- Caporegime (o capo) – Un caporegime (también llamado capitán o patrón) está a cargo de un grupo de soldados que le reportan directamente. Cada grupo usualmente contiene 10 a 20 soldados y muchos más asociados. El capo es nombrado por el jefe y le reporta a él o al subjefe. Un capitán entrega un porcentaje de sus ganancias (y la de sus subordinados) al jefe y también es responsable por cualquier tarea que se le asigne, incluyendo asesinatos. En la extorsión laboral, es usualmente un capo quien controla la infiltración de los sindicatos. Si un capo se vuelve suficientemente poderoso, puede tener más poder que algunos de sus superiores. En casos como el de Anthony Corallo ellos incluso pueden par por encima de la normal estructura de la Mafia y liderar la familia cuando el jefe muera.
- Soldado (Soldato en italiano) – Un soldato o “soldado” es un miembro introducido (o “hecho”) de la Mafia en general y un miembro introducido de una particular familia mafiosa, y tradicionalmente pueden ser sólo de proveniencia completamente italiana (aunque hoy muchas familias requieren que los hombres sólo sean italianos en su rama paterna). Una vez que un miembro es "hecho" es intocable, significando que debe obtenerse el permiso del jefe de un soldado antes de que él sea asesinado. Cuando los libros están abiertos, que quiere decir cuando una familia está aceptando nuevos miembros, un hombre hecho puede recomendar un asociado prometedor como nuevo soldado. Los soldados son los principales trabajadores de la familia, usualmente cometiendo los crímenes como asalto, asesinato, extorsión, intimidación, etc. En recompensa, les dan a administrar negocios rentables por parte de sus superiores y tienen todo el acceso a las conexiones y poder de su familia.

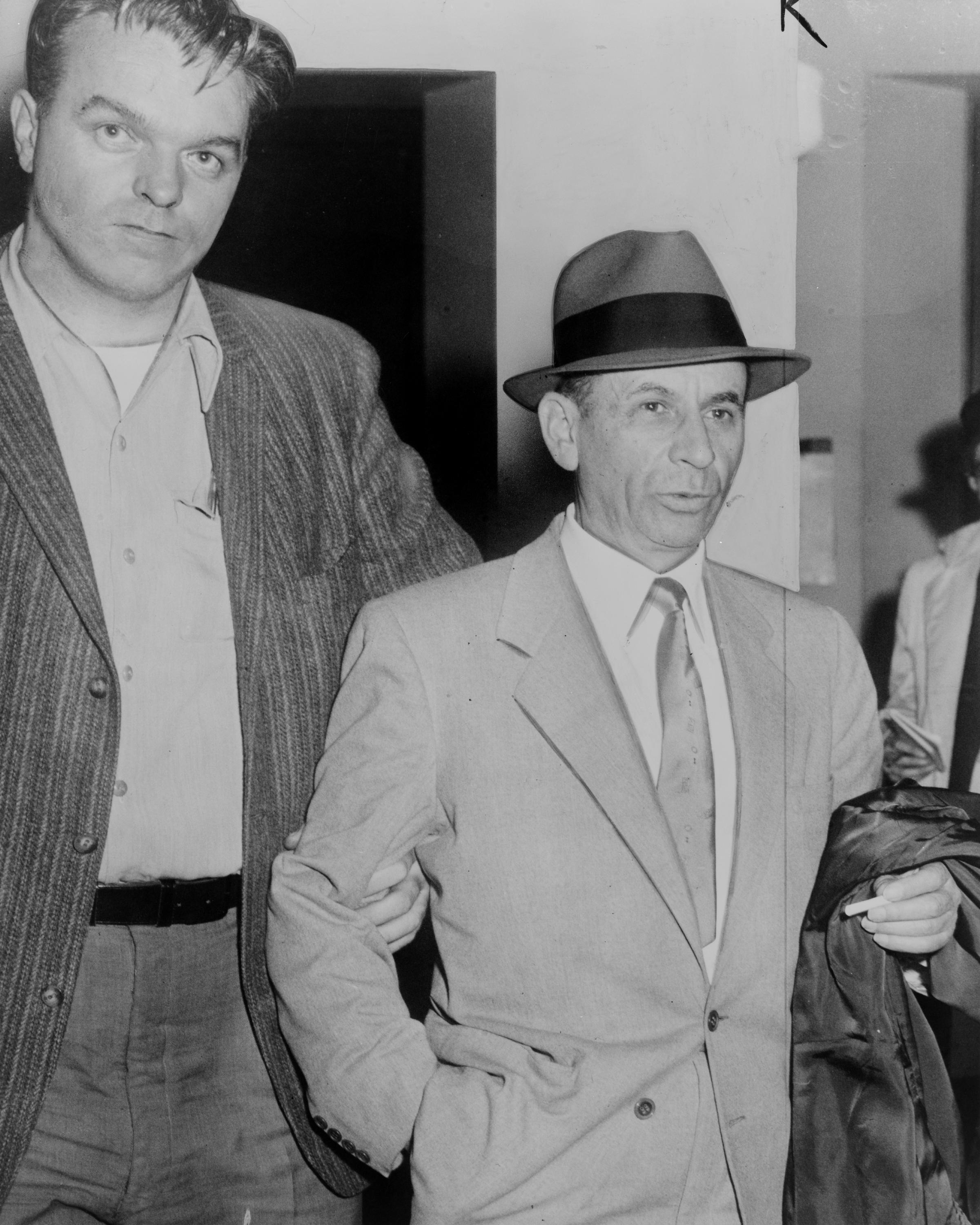
El trabajo del asociado judío Meyer Lansky (derecha) con Lucky Luciano lo convirtió en una figura importante en el desarrollo de la mafia estadounidense.

- Asociado – Un asociado no es un miembro de la Mafia pero trabaja igual para una familia criminal. Los asociados pueden ser de un amplio rango de personas que trabajan para la familia. Un asociado puede tener bastante obligaciones, desde virtualmente hacer lo mismo que un soldado a ser un simple chico de los mandados. En este nivel es donde los posibles futuros mafiosos empiezan para probar su valía. Una vez que una familia criminal esté aceptando nuevos miembros, los mejores asociados de ascendencia italiana son evaluados y escogidos para convertirse en soldados. Un asociado puede también ser un criminal que sirve como un intermediario entre transacciones criminales o algunas veces negocia con drogas para mantener la atención de la policía lejos de los verdaderos miembros o pueden simplemente ser personas con las que la familia hace negocios(propietarios de restaurantes, etc.). En otros casos, un asociado puede ser un sindicalista corrupto u hombre de negocios.[67] Aquellos que no son italianos nunca subirán en la jerarquía aunque muchos asociados no italianos, como Meyer Lansky, Bugsy Siegel, Murray Humphreys, Mickey Cohen, Frank Rosenthal, Gus Alex, Bumpy Johnson, Frank Sheeran, Jimmy Hoffa, Jake Guzik, Gerard Ouimette, y James Burke, manejaron mucho poder en sus respectivas familias criminales y se ganaron el respeto de los verdaderos miembros de la Mafia.

## Rituales y costumbres
El ritual de iniciación para convertirse en un made man en la Mafia emergió de varias fuentes, tales como las confraternidades católicas, lógias masónicas de mediados del siglo XIX en Sicilia, y rituales utilizados por brujas. En la ceremonia de iniciación, el introducido sería hincado por una aguja en lel dedo por el miembro oficiante; unas pocas gotas de sangre serían derramadas en una tarjeta cubierta con la apariencia de un santo; la tarjeta es quemada y, finalmente, mientras la tarjeta es pasada rápidamente de mano en mano para evitar que se quemen, el novicio realiza el juramento de lealtad a la familia mafiosa. El juramento de lealtad a la familia es llamada la "Omertá". Esto fue confirmado en 1986 por el pentito Tommaso Buscetta.
Un golpe, o asesinato, de un hombre hecho debe ser aprobado por el liderazgo de su familia, o se generarían venganzas hasta el punto de generar una guerra. Omertà es un juramento clave o Código de silencio en la Mafia que establece la importancia del silencio en la eventualidad de ser cuestionado por las autoridades, el gobierno o extraños. Tradicionalmente, para llegar a ser un made man, o miembro pleno de la Mafia, el introducido es requerido que sea de ascendencia siliciana completa, luego se extendió a hombres de ascendencia italiana completa, y posteriormente se extendió a hombres de ascendencia italiana solo de su rama paterna. Según Salvatore Vitale, se decidió en una reunión de la Comisión en el 2000 restaurar la regla que reuqe´ria que ambos padres sean de ascendencia italiana. También es común para un miembro de la mafia tener una amante. Tradicionalmente, los miembros "hechos" tampoco tienen permitido tener mostachos - parte de la costumbre de Mustache Pete. La homosexualidad se reporta incompatible con el código de conducta de la Mafia estadounidense. En 1992, John D'Amato, jefe en funciones de la familia DeCavalcante, fue asesinado cuando se sospechó que se había envuelto en actividad homosexual.

## Lista de familias de la Mafia
La siguiente es una lista de las familias mafiosas que estuvieron activas en los Estados Unidos. Nótese que algunas familias tienen miembros y asociados trabajando en otras regiones también. La organización no está limitada a esas regiones. La familia criminal Bonanno y la familia criminal de Búffalo tuvieron también influencia en varias facciones en Canadá incluyendo a la familia criminal Rizzuto y la familia criminal Cotroni, y la familia criminal Luppino y familia criminal Papalia, respectivamente.

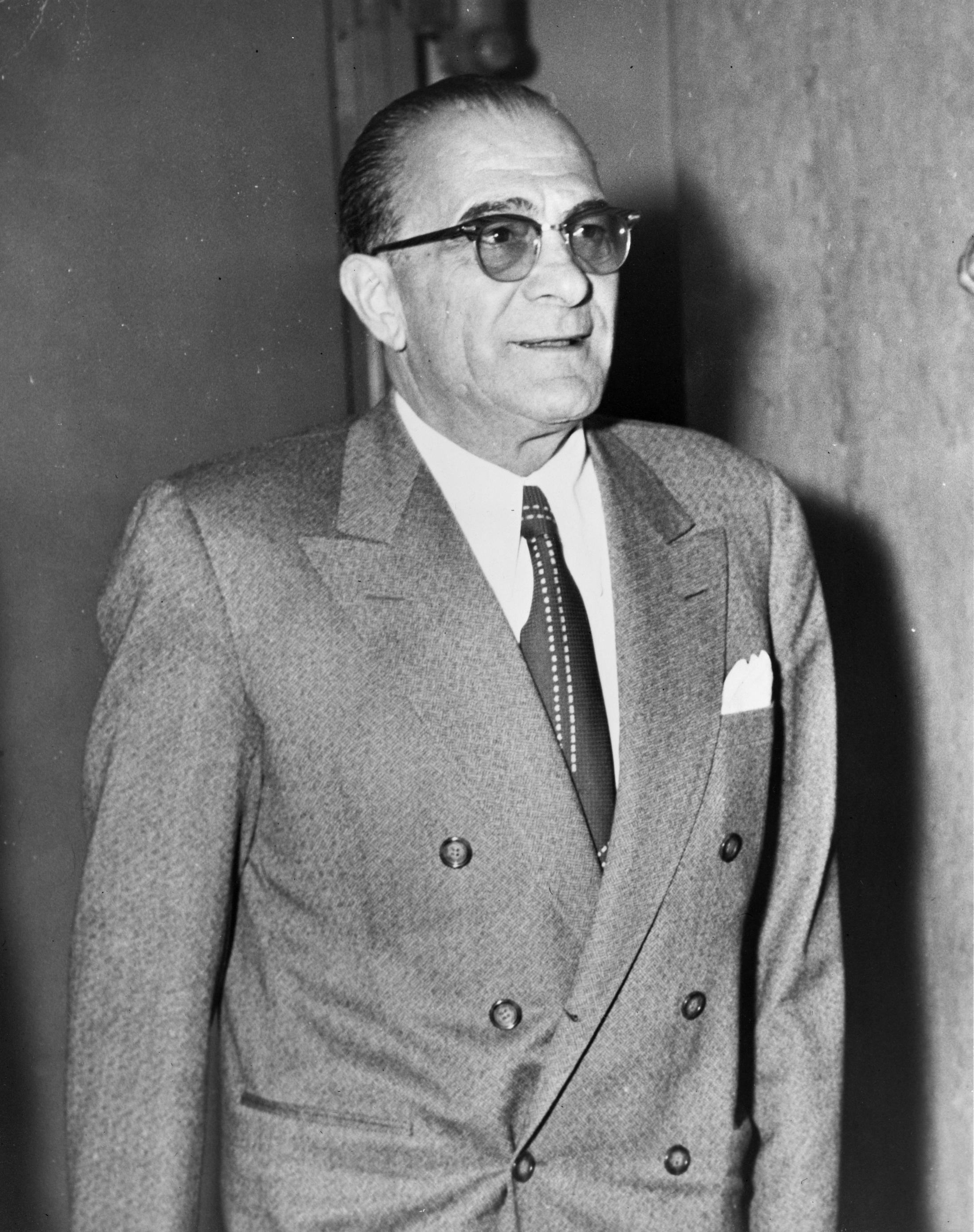
"Don Vito" Genovese se convirtió en el líder de la familia criminal Genovese. Genovese sirvió como mentor al futuro jefe de la familia Vincent "Chin" Gigante.

- Familia criminal Bufalino (Nordeste de Pensilvania)
- Chicago Outfit (Chicago, Illinois)
- Familia criminal de Cleveland (Cleveland, Ohio)
- Familia criminal de Dallas (Dallas, Texas)
- Familia criminal DeCavalcante (Norte de Nueva Jersey)
- Familia criminal de Denver (Denver, Colorado)
- Detroit Partnership (Detroit, Míchigan)
- Las Cinco Familias (Nueva York, Nueva York)
  - Familia criminal Bonanno
  - Familia criminal Colombo
  - Familia criminal Gambino
  - Familia criminal Genovese
  - Familia criminal Lucchese
- Familia criminal de Kansas City (Kansas City, Misuri)
- Familia criminal de Los Ángeles (Los Ángeles, California)
- Familia criminal Magaddino (Buffalo, Nueva York)
- Familia criminal de Milwaukee (Milwaukee, Wisconsin)
- Familia criminal de Nueva Orleans (Nueva Orleans, Luisiana)
- Familia criminal Patriarca (Nueva Inglaterra)
- Familia criminal de Filadelfia (Philadelphia, Pensilvania)
- Familia criminal de Pittsburgh (Pittsburgh, Pensilvania)
- Familia criminal de Rochester (Rochester, Nueva York)
- Familia criminal de San Francisco (San Francisco, California)
- Familia criminal de San José (San José, California)
- Familia criminal de Seattle (Seattle, Washington)
- Familia criminal de San Luis (San Luis, Misuri)
- Familia criminal Trafficante (Tampa, Florida)

## Cooperación con el gobierno estadounidense

### Durante la Segunda Guerra Mundial
La inteligencia naval de los Estados Unidos llegó a un acuerdo con Lucky Luciano para lograr su asistencia en mantener la orilla de Nueva York libre de saboteadores luego de la destrucción del SS Normandie.
Este espectacular desastre convenció a ambos lados a conversar seriamente sobre proteger la costa este de los Estados Unidos la tarde del 9 de febrero de 1942. Mientras estuvo en el proceso de convertirse en un barco de tropas, el trasatlántico de lujo SS Normandie se incendió misteriosamente con 1,500 marineros y civiles a bordo. Todos excepto uno lograron escapar pero hubo 128 heridos y al siguiente día el barco era un resto humeante. En su reporte, doce años después, William B. Herlands, Comisionado de Investigación, llevó el caso por parte del gobierno estadounidense hablando con criminales de alto rango, señalando que "Las autoridades de inteligencia tenían gran preocupación con los problemas de sabotaje y espionaje... las sospechas eran muchas con relación al espacio de información acerca de los movimientos del convoy. El Normandie, que había sido reconvertido para el uso militar como el buque auxiliar Lafayette, se quemó en el muelle en el río norte, Nueva York. Se sospechó sabotage."

### Planes para asesinar a Fidel Castro
En agosto de 1960, el coronel Sheffield Edwards, director de la Oficina de Seguridad de la Agencia Central de Inteligencia (CIA), propuso el asesinato del jefe de Estado cubano Fidel Castro por parte de asesinos de la Mafia. Entre agosto de 1960 y abril de 1961, la CIA, con la ayuda de la Mafia, elaboraron una serie de planes para envenenar o disparar a Castro. Entre las personas presuntamente envueltas se incluyen a Sam Giancana, Carlos Marcello, Santo Trafficante Jr., y John Roselli.

### Recuperación de los cuerpos de los activistas pro derechos civiles asesinados en Misisipi
En el 2007, Linda Schiro testificó en un caso judicial no relacionado que su fallecido enamorado, Gregory Scarpa, un capo de la familia Colombo, había sido reclutado por el FBI para ayudar a encontrar los cuerpos de tres activistas pro derechos civiles que habían sido asesinados en Misisipi en 1964 por el Ku Klux Klan. Ella dijo que había estado con Scarpa en Misisipi en ese momento y que había sido testigo de como agentes del FBI le dieron una pistola y luego un pago en efectivo. Ella testificó que Scarpa había amenazado a un Klansman poniendo una pistola en su boca y obligándole a revelar la ubicación de los cadáveres. Historias similares de participación de la Mafia en la recuperación de los cuerpos circularon por años y han sido previamente publicados en el Daily News, pero nunca antes habían sido presentados en la corte.

## Fuerzas de la ley y la Mafia
En varias familias de la Mafia, está prohibido matar una autoridad estatal debido a la posibilidad de una venganza policial extrema. En algunos pocos casos extremos, conspirar para cometer tal asesinato es castigado con la muerte. El mafioso judío y asociado de la Mafia Dutch Schultz fue asesinado por sus pares italianos por el temor de que pudiera llevar adelante un plan para matar al fiscal de la ciudad de Nueva York Thomas Dewey y así traer una atención policial excesiva a la Mafia. Sin embargo, la Mafia ha realizado golpes contra oficiales de la ley, especialmente en sus primeros años. El oficial de policía de la ciudad de Nueva York Joe Petrosino fue disparado por mafiosos sicilianos mientras estaba en servicio en Sicilia. Una estatua de él se levantó luego al frente de un escondite de la familia Lucchese.

### Comité Kefauver
En 1951, Un comité especial del Senado de los Estados Unidos, presidido por el senador demócrata de Tennessee Estes Kefauver, determinó que una "siniestra organización criminal" conocida como la Mafia operaba en los Estados Unidos. El Comité Especial del Senado de los Estados Unidos para Investigar el Crimen en el Comercio Interestatal (conocido como las "Audiencias Kefauver"), televisado a nivel nacional, capturó la atención del pueblo estadounidense y forzó al FBI a reconocer la existencia del crimen organizado. En 1953, el FBI inició el "Top Hoodlum Program". El propósito del programa era que los agentes recopilaran información de los mafiosos en sus territorios y la remitieran regularmente a Washington para mantener un archivo centralizado de inteligencia en mafiosos.

### Reunión de Apalachin
La reuníon de Apalachin fue una cumbre histórica de la Mafia estadounidense llevada a cabo en la casa del mafioso Joseph "Joe el Barbero" Barbara, en el 625 McFall Road en Apalachin, Nueva York, el 14 de noviembre de 1957. Supuestamente, la reunión se llevó a cabo para discutir varios puntos incluyendo la usura, el tráfico de narcóticos y las apuestas ilegales junto con la división de las operaciones ilegales controladas por el recientemente asesinado Albert Anastasia. Se calcula que un estimado de 100 mafiosi de los Estados Unidos, Italia y Cuba asistieron a la reunión. Inmediatamente después del asesinato de Anastasia ese octubre, y luego de tomar control de la familia criminal Luciano, renombrada como la familia criminal Genovese, de Frank Costello, Vito Genovese quiso legitimar su nuevo poder manteniendo una reunión nacional de la Cosa Nostra. Como resultado de la reunión de Apalachin, los libros para nombrar nuevos miembros se cerraron y no se volvieron a abrir hasta 1976.
Fuerzas de la ley tanto locales como estatales sosprecharon con cuando varios carros de lujo llevando placas de todo el país llegaron a lo que fue descrito como "la dormida aldea de Apalachin". Luego de instalar barricadas, la policía realizó una redada en la reunión haciendo que muchos de los participantes huyeran a los bosques y al área que rodeaba la propiedad de Barbara. Más de 60 jefes del bajo mundo fueron detenidos y acusados luego de la redada. 20 de los que asistieron fueron denunciados del cargo de "conspirar para obstruir la justicia al mentir acerca de la naturaleza de una reunión del bajo mundo" y fueron encontrados culpables en enero de 1959. Todos fueron multados hasta con $10,000, y se les dieron penas de prisión de entre tres a cinco años. Todas las sentencias fueron revocadas en una apelación el año siguiente. Una de las principales consecuencias de la reunión de Apalachin fue que ayudó a confirmar la existencia de una conspiración criminal de alcance nacional, un hecho que algunos - incluyendo al director del FBI J. Edgar Hoover - se habían negado a reconocer.

### Audiencias Valachi
El soldado de la familia criminal Genovese Joe Valachi fue arrestado por violaciones de narcóticos en 1959 y sentenciado a 15 años en prisión. Los motivos de Valachi para convertirse en un informando han sido el objeto de debate: Valachi afirmó que testificaba como un servicio público para exponer a una poderosa organización criminal a la que culpaba por haber arruinado su vida, pero también es posible que esperara protección del gobierno como parte de una colaboración premiada en la que fuera sentenciado a cadena perpetua en vez de a la pena de muerte por un asesinato que cometió en 1962 mientras estaba en prisión por sus violaciones de narcóticos.
Valachi asesinó a un hombre en prisión del que pensó que el jefe de la Mafia, y compañero de prisión, Vito Genovese había ordenado que lo matara. Valachi y Genovese estaban ambos cumpliendo condenas por tráfico de heroína. El 22 de junio de 1962, utilizando un tubo que se dejó cerca de algún lugar de construcción, Valachi golpeó hasta matar al preso que había confundido con Joseph DiPalermo, un miembro de la Mafia que creyó que había sido contratado para matarlo. Luego de conversar con los investigadores del FBI, Valachi dijo que Genovese le había dado un beso en la mejilla, lo que tomó como un "beso de la muerte." Una recompensa de $100,000 por la muerte de Valachi fue puesta por Genovese.
Poco después, Valachi decidió cooperar con el Departamento de Justicia de los Estados Unidos. En octubre de 1963, Valachi testificó ante el senador por Arkansas John L. McClellan del Subcomité Permanente de Investigaciones sobre Seguridad Nacional del Comité de Seguridad Nacional y Asuntos de Gobierno del Senado de los Estados Unidos, en las audiencias conocidas como las Audiencias Valachi, señalando que la Mafia ítaloestadounidense existía realmente, siendo la primera vez que un miembro reconoció sus existencia en público. El testimonio de Valachi fue la primera gran violación de la omertà, rompiendo su juramento de sangre. Fue el primer miembro de la Mafia ítalo estadounidense en reconocer su existencia públicamente y es acreditado con la popularización del término cosa nostra.
Aunque las afirmaciones de Valachi nunca llevaron directamente a la persecución de ninguno de los líderes de la Mafia, proveyó varios detalles de la historia de la Mafia, sus operaciones y rituales, lo que ayudó en la solución de varios asesinatos sin resolver y nombró a muchos miembros a las principales familias criminales. El juicio expuso el crimen organizado estadounidense a través del testimonio televisado de Valachi.

### Juicio de la Comisión
Como parte del Juicio de la Comisión de la Mafia, el 25 de febrero de 1985, nueve líderes de la mafia neoyorquina fueron acusados de cargos de narcotráfico, usura, apuestas ilegales, extorsión laboral y extorsión contra compañías constructoras bajo la Ley de Organizaciones Corruptas e Influenciadas por Extorsión. El 1 de julio de 1985, los nueve, con la adición de dos líderes mafiosos más, se declararon inocentes a un segundo grupo de cargos de extorsión como parte del juicio. Los fiscales buscaban atacar a todas las familias criminales de una vez utilizando su involucramiento en la Comisión. El 2 de diciembre de 1985, el subjefe de la familia Gambino Neil Dellacroce murió de cáncer. El jefe de la familia Gambino y jefe de facto de la comisión Paul Castellano fue luego asesinado el 16 de diciembre de 1985.
A inicios de los años 1980, la familia Bonanno fueron expulsados de la Comisión debido a la infiltración de Donnie Brasco, y aunque Rastelli fue uno de los hombres inicialmente denunciados, su retiro de la Comisión realmente permitió que Rastelli fuera excluido del juicio aunque posteriormente fue acusado de manera separada por otros cargos de extorsión laboral. Habiendo perdido de manera previa su asiento en la Comisión, los Bonannos sufrieron menos exposición que las otras familias en este caso.
Ocho acusados fueron arrestados por extorsión el 19 de noviembre de 1986, con la excepción de Indelicato quien fue arrestado por asesinato, y fueron sentenciados el 13 de enero de 1987.
A inicios de los años 1990, a medida que la guerra de la familia criminal Colombo se volvía más sangrienta, la Comisión rechazó permitir que cualquier miembro de esa familia ocupara un asiento en la Comisión. y consideró la disolución de esa familia.

### Denuncias del 2011
El 20 de enero del 2011, el Departamento de Justicia de los Estados Unidos emitió 16 acusaciones contra familias del nordeste de los Estados Unidos que resultaron en 127 acusados y más de 110 arrestos. Los cargos incluían asesinato, conspiración para cometer asesinato, usura, incendios, robo, narcotráfico, extorsión, apuestas ilegales y extorsión laboral. Fue escrita como la mayor operación contra la Mafia en la historia de los Estados Unidos. Las familias criminales afectadas incluyen a las Cinco Familias de Nueva York así como la familia criminal DeCavalcante de Nueva Jersey y la familia criminal Patriarca de Nueva Inglaterra.

## En la cultura popular

### Películas
La película Scarface (1932) esta ligeramente basada en la historia de Al Capone.
En 1968, Paramount Pictures publicó la película The Brotherhood protagonizada por Kirk Douglas como un don de la Mafia, que fue un fracaso financiero. Sin embargo, el jefe de producción de Paramount Robert Evans subsidió la filmación de una novela de Mario Puzo con un similar tema y similares elementos de la historia y compró los derechos para producirla antes de que la novela fuera publicada. Dirigida por Francis Ford Coppola, El padrino se convirtió en un gran éxito, tanto de crítica como económico (ganó el Oscar a la mejor película y durante un año fue el película con la mayor recaudación de la historia). Inmediatamente inspiró otros filmes relacionados con la Mafia, incluyendo su secuela El padrino II (1974), también basada (parcialmente) en la novela de Puzo y fue otra ganadora de los premios de la Academia, así como películas basadas en mafiosos reales como Honrarás a tu padre y Lucky Luciano (ambas en 1973) y Lepke y Capone (ambas en 1975).

### Televisión
Una ambiciosa miniserie de 13 capítulos de la NBC llamada The Gangster Chronicles basada en el ascenso de muchos principales jefes mafiosos en los años 1920s y 1930s, se emitió en 1981. Los Soprano fue una premiada serie de HBO que mostró la cultura moderna de la Mafia ítalo estadounidense en Nueva Jersey. Aunque el show es ficticio, la historia en general se basa en las experiencias de David Chase creciendo e interactuando con las familias criminales de Nueva Jersey. Exmiembros de la Mafia se juntaron en el documental Inside the American Mob donde hablaron sobre las diferentes reglas de las cinco familias, y como ellas permanecieron virtualmente intocables por un tiempo. El documental también muestra el declive de la Mafia a través del tiempo debido a la infiltración del FBI.

### Videojuegos
La Mafia ha sido el objeto de muchos videojuegos relacionados. La serie Mafia de 2K Czech y Hangar 13 consiste de tres juegos que siguen la historia de individuos que de manera inadvertida se ven atrapados en una de las familias mafiosas ficticias mientras intentan ascender en los rangos o destruirlas como venganza por algo que ellos le hicieron. La serie Grand Theft Auto de Rockstar Games también muestra a la Mafia de manera prominente, principalmente en los juegos ambientados en la ciudad ficticia Liberty City (basada en Nueva York); los juegos establecidos en el canon "universo 3D" muestran a las familias criminales Forelli, Leone y Sindacco, mientras que aquellas basadas en el "universo HD" tienen a las familias Ancelotti, Gambetti, Lupisella, Messina y Pavano (una referencia a las Cinco Familias), así como a la menos influyente familia Pegorino. En todos los juegos, las diferentes familias mafiosas aparecen como empleadores o enemigas del jugador. En el 2006, el juego El padrino fue lanzado, basado en la película de 1972 del mismo nombre; dio lugar a una secuela basado también en la secuela de la película.